# 세레나 (포켓몬스터)
세레나는 《포켓몬스터 XY》에 나오는 가공의 인물로 포켓몬스터 XY의 히로인이다. 포켓몬스터 X·Y의 여주인공이며 성우는 마키구치 마유키와 김현지가 맡았다.

## 정보
어린 시절에 지우와 세레나는 오박사가 주최하는 포켓몬 캠프에서 이미 1번 만난적이 있다.그 때 세레나가 포켓몬을 만나 놀라는데 이 때 지우가 나타나 상처에 손수건으로 감아줬고, 이 때 세레나는 지우를 좋아하게 되었다. 칼로스 퀸과 지우와 사귀는 것을 목표로 하고있다. 최근 포켓몬 퍼포머 수행과 포켓몬 콘테스트를 위해 호연 지방으로 떠났다.

### 트라이 포카론
- 칼로스지방의 조아마을 출신이다.
- 첫 대회인 비익대회에서는 패배하였다.
- 2차 출전한 버들비대회에서는 우승, 첫 프린세스 키를 획득하였다.
- 향전대회에서 우승, 두번째  프린세스 키를 획득하였다.
- 프레이대회에서 우승, 프린세스 키 3개를 전부 획득하였다.
- 글로리오대회 마스터 클래스에서 결승 진출, 엘르와 시합했으나 왼손 부상과 압도적 격차로 패배하였다.

## 소지 포켓몬
| 포켓몬 | 도감번호 | 잡은 에피소드                         | 놓아준 에피소드                                    |
| ------ | -------- | ------------------------------------- | -------------------------------------------------- |
| 푸호꼬 | #653     | 포켓몬스터 XY 제3화 2013년 10월 31일  | 포켓몬스터 XY 제64화 2015년 3월 12일 테르나로 진화 |
| 테르나 | #654     | 포켓몬스터 XY 제64화 2015년 3월 12일  | 포켓몬스터 W 제105화 2022년 5월 12일 마폭시로 진화 |
| 마폭시 | #655     | 포켓몬스터 W 제 105화 2022년 5월 12일 | 현재 소유 중                                       |

세레나가 처음 선택한 포켓몬. 64화에서 엘르의 마폭시, 프레프티르와 함께 시합을 하다가 테르나로 진화하였다.

포켓몬스터 W 제 105화에서 돌연 마폭시로 진화하여 등장하였다.
| 포켓몬 | 도감번호 | 잡은 에피소드                         | 놓아준 에피소드 |
| ------ | -------- | ------------------------------------- | --------------- |
| 판짱   | #674     | 포켓몬스터 XY 제47화 2014년 10월 16일 | 현재 소유 중    |

라군마을 트라이 포카론에서 난장판을 부리던 걸 세레나가 잡았다.
| 포켓몬 | 도감번호 | 잡은 에피소드                          | 놓아준 에피소드                                      |
| ------ | -------- | -------------------------------------- | ---------------------------------------------------- |
| 이브이 | #133     | 포켓몬스터 XY 제89화 2015년 9월 24일   | 포켓몬스터 XY&Z 제12화 2016년 1월 28일 님피아로 진화 |
| 님피아 | #700     | 포켓몬스터 XY&Z 제12화 2016년 1월 28일 | 현재 소유 중                                         |

꽃밭에서 춤을 추는 걸 세레나가 발견하고 포획하였다.